# صاریغ موشی آندی
صاریغ موشی آندی(نام علمی: Caenolestes condorensis) نام یک گونه از سرده صاریغ‌های موشی معمولی است.